# Setanta chichimeca
Setanta chichimeca är en stekelart som först beskrevs av Cresson 1868.  Setanta chichimeca ingår i släktet Setanta och familjen brokparasitsteklar. Inga underarter finns listade i Catalogue of Life.